# Andrés Arguibel
Andrés Arguibel y López Cossio fue el principal agente de las Provincias Unidas del Río de la Plata en España en las primeras dos décadas del movimiento emancipador y tuvo un papel fundamental tanto en suministrar a los patriotas información de carácter reservado sobre los planes y medidas de la monarquía, como en boicotear los proyectos destinados a la reconquista de Buenos Aires. 

## Biografía
Arguibel nació en Buenos Aires el 30 de noviembre de 1773, único hijo varón de Felipe Filiberto de Arguibel, natural de Saint Jean de Luz, Labourd, Francia, y Andrea María López Cossio, natural de Buenos Aires.
Su padre era un importante comerciante de ultramar con buques en consignación, como la fragata Nuestra Señora del Buen Suceso. De orientación liberal, había sido miembro del partido contrario a los jesuitas ligado primero a Gaspar de Munive, Marqués de Valdelirios, en los sucesos que desembocarían en la Guerra Guaranítica y luego al Gobernador Francisco de Paula Bucarelli y Ursúa quien sería el encargado de la expulsión de la Orden. Mantenía vínculos comerciales con Juan Antonio de Lezica y familiares con importantes familias de Buenos Aires, incluyendo la de los Ezcurra. En efecto, su hija Teodora Josefa, hermana mayor de Andrés, casó con Juan Ignacio de Ezcurra Ayerra. Una de sus hijas, María de la Encarnación de Ezcurra y Arguibel, casaría a su vez con Juan Manuel de Rosas.

### Cádiz

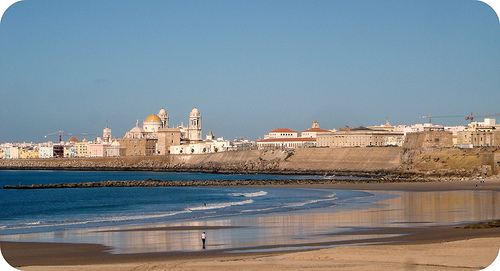
Cádiz (playa de Sta. Mª del Mar, al fondo el centro histórico).

Como era habitual en muchas familias ligadas al comercio de la metrópolis Andrés Arguibel debió dejar su hogar cercano al Fuerte para ser enviado a Cádiz con solo 9 años a los efectos de recibir la educación básica y aprender oportunamente el comercio con América. Viajó junto con el joven hermano de Juan Antonio de Lezica, Tomás Antonio Lezica. Arguibel casó con una gaditana y para 1810 se había ya convertido en un exitoso comerciante de esa ciudad. 
De ideas liberales, producida la revolución en Buenos Aires intentó volver a su tierra sin poder lograrlo, por lo que canalizó sus esfuerzos en Cádiz. Junto con otros americanos radicados en Andalucía, especialmente Tomás Antonio de Lezica (quien había retornado de su paso por Buenos Aires) y Juan de Lagosta, se comprometieron firmemente en la defensa del movimiento.
En la ciudad actuaban numerosas sociedades secretas, algunas netamente masónicas y otras muchas políticas de forma masónica: algunas de afrancesados, la mayor parte de liberales nacionales y unas pocas de americanos. Una de las principales era la Logia Integridad N° 7, adscripta al Gran Oriente de Sevilla, de la que fue maestro el general Francisco María Solano, marqués del Socorro, capitán general de Andalucía y gobernador civil y militar de Cádiz, superior del general José de San Martín.
Otra que reunió a numerosos americanos fue la Logia Caballeros Racionales N° 3 dirigida por Carlos María de Alvear hasta 1811, cuando lo reemplazó el sacerdote Ramón Eduardo de Anchoris. Eran también miembros entre otros José Matías Zapiola, Francisco de Gurruchaga, el general peruano José Rivadeneira y Tejada que "habían tenido relación con la anteriormente citada de la "Gran Reunión Americana", y, a su vez, estaban en estrecho contacto con diversos "hermanos" bonaerenses, tales como Pueyrredón, Lezica y Rodríguez Peña". Más allá de algunas fórmulas masónicas, la sociedad era puramente operativa.

### Agente de la revolución
Andrés Arguibel no era ajeno a esa actividad. Al llegar a Buenos Aires, Alvear, San Martín y Zapiola pusieron en contacto al gobierno con Arguibel, mientras que el regreso de su compañero Lezica facilitó la tarea.
El 5 de agosto de 1812 una nota de José Julián Pérez, miembro del Segundo Triunvirato le confiaba que "Ha llegado a entender este Gobierno con harto dolor" que el oficial Juan Bautista Azopardo, comandante de la primera escuadrilla de la revolución y derrotado en el Combate de San Nicolás del 2 de marzo de 1811 por Jacinto de Romarate había sido encarcelado en Cádiz, y le solicitaba a Arguibel que lo auxiliara en lo que estuviera a su alcance.

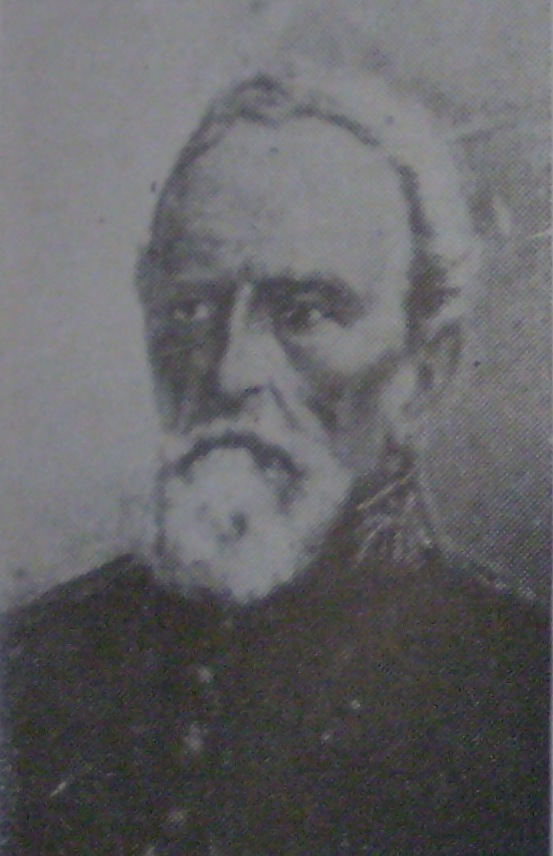
Tomás de Iriarte.

Cádiz era el punto de concentración de las fuerzas destinadas a América, lo que permitía a Arguibel tomar contacto con los oficiales españoles europeos liberales para influenciarlos o sobornarlos de manera de fomentar el descontento e impulsarlos a oponerse a las expediciones y por otro con los americanos, con el objeto de promover la causa y facilitarles el pase a América, como sucedería con el futuro general Tomás de Iriarte:

Una mañana mi asistente me anunció un señor que deseaba hablarme: entró y se dio a conocer: don Andrés Arguibel. Me dijo que eramos parientes y me ofreció su casa. Yo la frecuenté mucho, porque muy pronto me di a conocer con argumentos descubriéndole mis miras de servir bajo las banderas de mis paisanos, y este desahogo que tuve luego que supe que era patriota hizo que nos tratásemos con confianza. Arguibel tenía una hija, Dolores, de edad de 18 años. No era linda, pero si muy graciosa, dotada del garbo gaditano y, sobre todo, de una educación la mas cuidada. Había sido educada desde la edad de nueve años en un colegio de Inglaterra de donde estaba recién llegada. Joven llena de habilidades y tanto que ayudaba mucho al padre en su correspondencia mercantil. Sumamente amable, su trato me encantaba. Casó después con un condiscípulo del colegio de Segovia y tuvo una muerte prematura de resultas de su segundo parto.
Iriarte, Tomás de, Memorias del General Iriarte, Compañía General Fabril Editora, 1962, Capítulo VIII, página 140.

Ligado a las sociedades secretas de Cádiz, Arguibel accedía a información política y militar de primer nivel, lo que le permitía mantener al gobierno de Buenos Aires al tanto de los acontecimientos hasta el punto que los realistas se asombraban de que en Buenos Aires o en Montevideo se conocieran con anticipación y clara certeza los sucesos de la península. En Buenos Aires los informes secretos llegados desde Cádiz o Gibraltar solían filtrarse al conocimiento general e incluso por razones de difusión (y de propaganda) se publicaban en ocasiones algunas noticias procurando no dar indicios de los autores.

### La Expedición Pacificadora

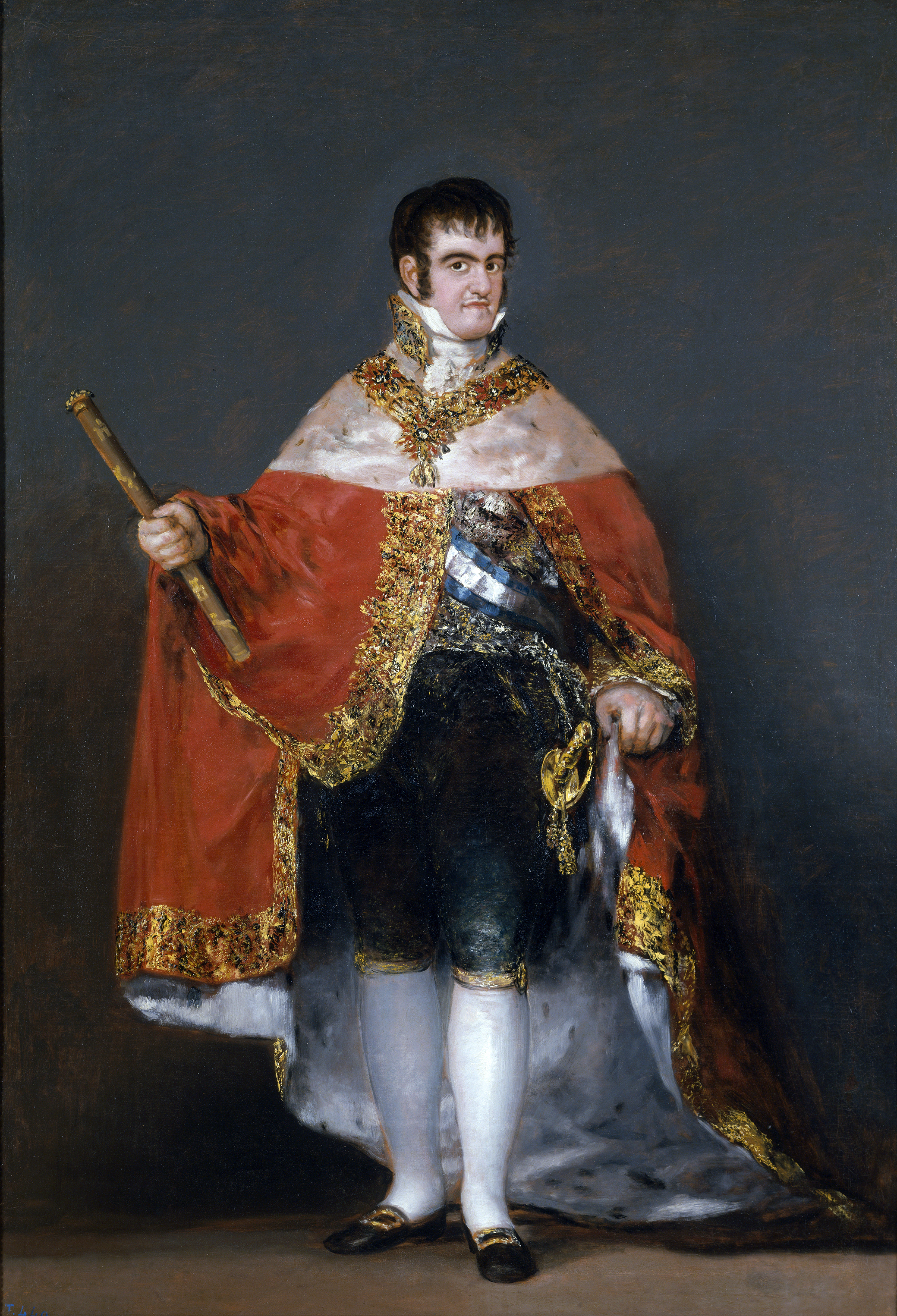
Fernando VII.

Tras el Tratado de Valençay de 1813 Fernando VII fue liberado por Napoleón Bonaparte. En España con el apoyo del general Francisco Javier de Elío desconoció la Constitución de 1812, declaró nula la obra de las Cortes de Cádiz y en mayo de 1814 restableció la Monarquía absoluta.
Una de las primeras medidas del monarca fue disponer el envío de una "Expedición pacificadora" para someter a los revolucionarios americanos. 
A ese efecto se conformó rápidamente una fuerza de sesenta y cinco buques principales (dieciocho de batalla) y unos 15.000 hombres (10.612 de tropas de línea, veteranos de la guerra contra los franceses), que fue puesta al mando del general Pablo Morillo.

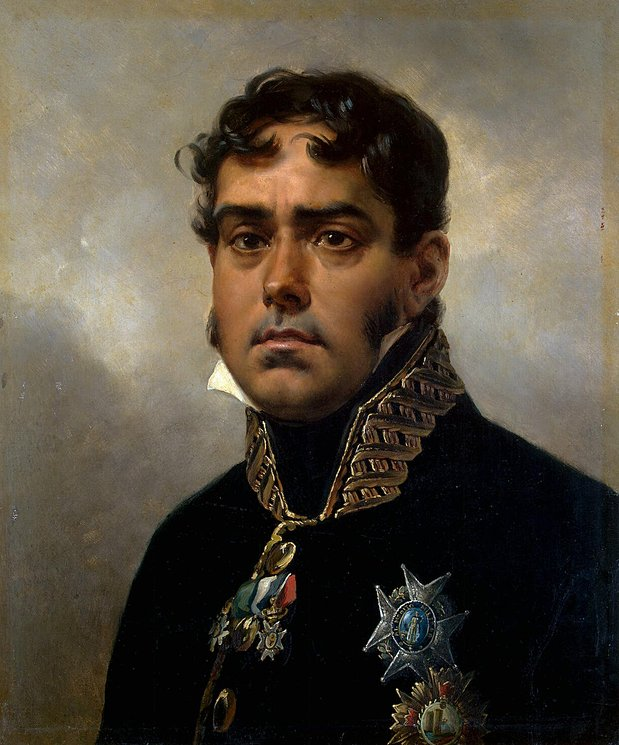
Pablo Morillo.

El destino previsto para la expedición de acuerdo a lo promovido por la Comisión de Reemplazos, era inicialmente el Río de la Plata. El último baluarte realista de esa región, la ciudad de Montevideo, había caído el 20 de junio y en julio se rendía la última escuadrilla al mando de Jacinto de Romarate. 
En el Alto Perú tras la Batalla de Ayohuma el frente había quedado estabilizado al sur de Salta, pero al conocer la noticia de la caída de Montevideo el comandante realista Joaquín de la Pezuela abandonó Salta, Jujuy y Tarija, concentrándose en Santiago de Cotagaita, Departamento de Potosí, iniciándose en enero de 1815 el avance del Ejército del Norte al mando de José Rondeau en la Tercera expedición auxiliadora al Alto Perú que culminaría en el desastre de Sipe-Sipe en noviembre de ese año. 
En los restantes escenarios de la guerra, la situación era favorable a las armas del Rey. En Perú el Virrey José Fernando de Abascal lanzó a fines de agosto sobre Chile una expedición al mando del general Mariano Osorio que en octubre derrotaría a los patriotas en el Desastre de Rancagua. 

Provincias Unidas del Río de la Plata, 1815.

Por otra parte, en el norte de Sudamérica, las fuerzas de Simón Bolívar que partiendo de Nueva Granada habían conseguido liberar Venezuela en la llamada "Campaña Admirable" de 1813 se habían visto forzadas a retirarse al Oriente venezolano jaqueadas por el capitán de milicias español José Tomás Boves, por lo que para fines de 1814 solo permanecían bajo control revolucionario el Oriente y la Isla de Margarita, divididos entre caudillos locales.
En ese panorama, las Provincias Unidas del Río de la Plata aparecían como el principal foco revolucionario, pese a los conflictos civiles que enfrentaban al Directorio con la Liga de los Pueblos Libres cuyas noticias llegarían a España tras la partida de la expedición.
Así, el objetivo preveía atacar en la Banda Oriental y apoyándose en los prisioneros, excombatientes realistas y la amplia faja de la población leal al Rey que consideraban existía, poner cerco a Buenos Aires. Por tal motivo Morillo solicitó al último gobernador de Montevideo, Gaspar de Vigodet, informes respecto de ambas ciudades y de vecinos y contactos que facilitaran su tarea.
La expedición partió de Cádiz el 15 de febrero de 1815, pero cuando Morillo abrió sus instrucciones encontró que su objetivo era consolidar la recuperación de Venezuela y Nueva Granada. El cambio se debió a la caída de Montevideo tras la Campaña Naval de 1814 pero también en gran medida a las gestiones de los agentes porteños, Arguibel el principal de ellos:

"Las maniobras hábiles del gobierno de Buenos Aires y el dinero que empleó por medio de sus agentes en España influyeron mucho para que el gabinete de Madrid variase de planes en cuanto al destino de la expedición... Arguibel tuvo una parte muy activa en evitar que su pais fuese el teatro de la guerra."
Iriarte, obra citada.

### La Expedición Grande
Durante los siguientes años, Arguibel continuó sus arriesgados servicios a la revolución, llegando a ver muy afectada su situación patrimonial.
El 25 de mayo de 1816 el rey dio órdenes a su ministro de marina José Vázquez Figueroa de organizar una gran expedición al Río de la Plata, aún considerada el germen de las revoluciones. Cuando el duque de San Carlos, embajador en Londres, dio al rey las noticias de la victoria del general José de San Martín en la batalla de Maipú, este solicitó a un grupo de consejeros un plan de acción. Joaquín Gómez de Liaño aconsejó semanas después remontar una expedición de más de 16000 hombres y dirigirla contra el Río de la Plata. La invasión de la Banda Oriental por los portugueses y las novedades de la preparación de una flota en Gran Bretaña al mando de Thomas Cochrane para servir a los revolucionarios demoraron el plan.
En 1818 se reactivó el proyecto y entre ese año y 1819 se concentró en Cádiz un nuevo ejército expedicionario de 22.000 hombres al mando del general Enrique José O'Donnell Anethan, Conde de La Bisbal, destinado nuevamente al Río de la Plata. 
Pronto surgieron problemas en la llamada "Expedición Grande". Para transportar las tropas, dado que España carecía de una flota de la magnitud necesaria, se adquirió una flotilla rusa que resultó estar en pésimas condiciones para la navegación transatlántica. A esto se sumó una epidemia de peste amarilla en Cádiz que obligó a dispersar las tropas para evitar mayores bajas.
Pero también desde el primer momento los patriotas tomaron medidas para obstaculizar el proyecto, apoyándose en buena medida en la acción de las logias militares.
El Director Supremo Juan Martín de Pueyrredón promovió tales acciones instruyendo en tal sentido a Arguibel y a Lezica y garantizando la rendición de los adelantos que hubieran sido precisos para subvertir el ejército: 

"Emprendí por fin la obra de insurreccionar el mismo ejército que debia obrar nuestra ruina. D.Ambrosio Lezica, negociante de esta ciudad, fue encargado de dirigirse à su hermano D. Tomás, establecido en Cádiz, para iniciar sus relaciones con los gefes de aquel ejército...Los señores D. Tomás Lezica y D.Andrés Arguibel, naturales de Buenos Aires y establecidos con crédito en la plaza de Cádiz, fueron los agentes que llevaron á su término aquella riesgosa empresa. Fueron facultados para invertir las sumas de dinero que fuesen necesarias y autorizados para empeñar la responsabilidad del gobierno á todo lo que obrasen conducente al intento. La eficacia y destreza con que se manejaron apareció en el resultado. El ejército de la Isla de León se insurreccionó, la terrible espedicion que nos amenazaba se convirtió en daño del mismo que la formó y la República Argentina se vio por este medio libre y triunfante de sus enemigos. ¡Honor eterno a los nombres de Lezica y Arguibel entre los amigos de la libertad!"
Juan Martín de Pueyrredón, Refutación a una atroz calumnia hecha con demasiada ligereza a un general de la República Argentina por Mr. Alejandro H. Everett, ministro plenipotenciario de los Estados Unidos de Norteamérica en la Corte de España.

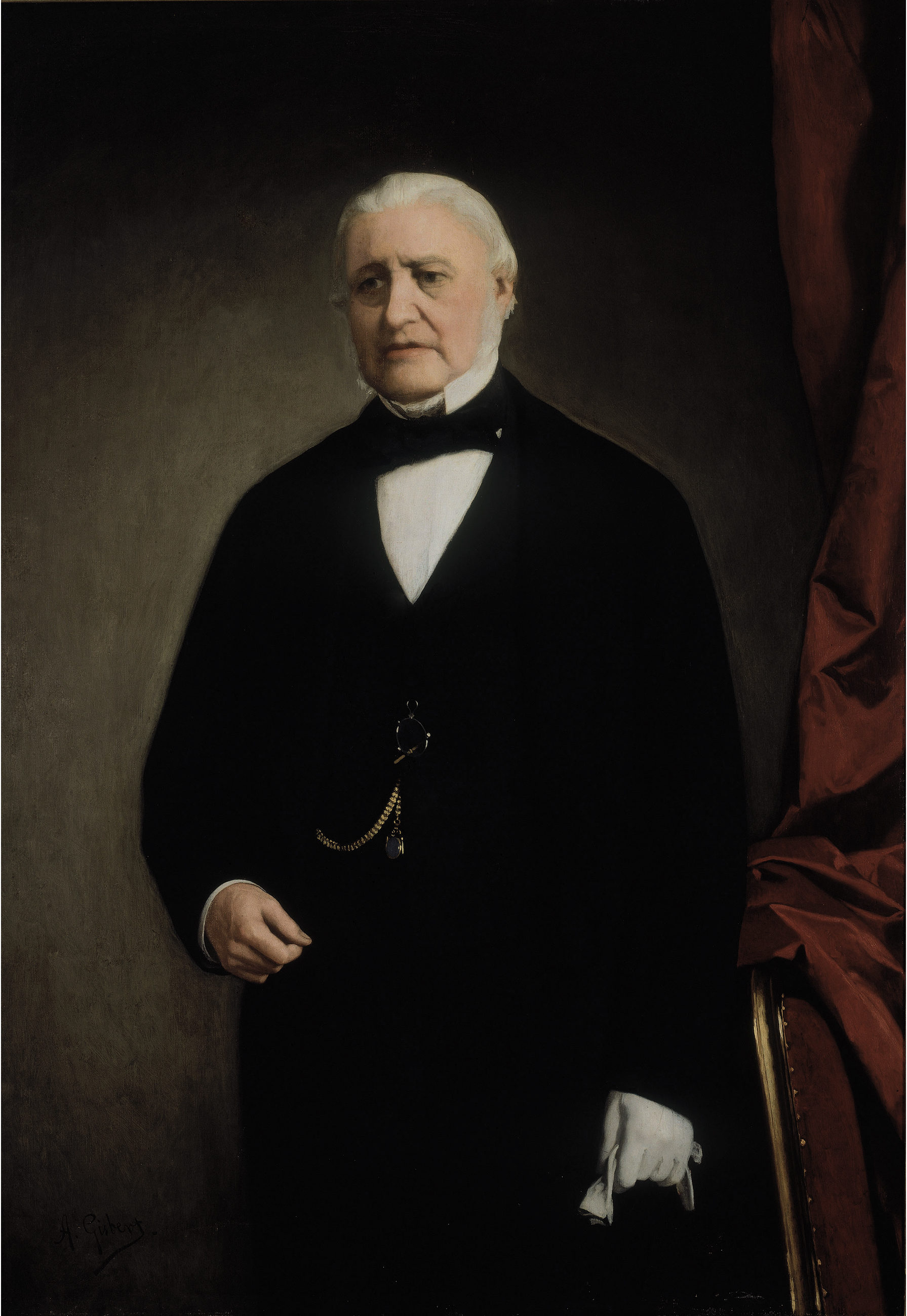
Francisco Javier Istúriz.

Tras los fracasados levantamientos de Polo en Madrid y el consecuente del 1 de enero de 1819 liderado por el coronel Joaquín Vidal en Valencia, con el objeto de devolver al trono a Carlos IV pero atándolo a la Constitución, con sus afiliados muertos, en prisión o exiliados, las juntas masónicas prácticamente cesaron su actividad en toda España, con excepción de Cádiz, donde eran lideradas entre otros por el comerciante Francisco Javier de Istúriz. José Moreno Guerra, Domingo de la Vega, Sebastián Fernández Vallesa, José María Montere, Juan Manuel de Arréjula, Salvador Garzon y Salazar, Juan Álvarez y Mendizábal, Félix Beltran de Lis, eran entre otros sus miembros.
A resultas del fracaso de Valencia, en Madrid había sido detenido Eugenio de Palafox y Portocarrero, conde de Montijo y Gran Oriente de la masonería, pero había llegado a tomar contacto con el conde de La Bisbal, quien supuestamente apoyaría el pronunciamiento.
La Bisbal también había sido objeto directo de los intencionados obsequios y atenciones de Andrés Arguibel a fin de atraerle a sus miras en pró de la sublevación americana y contra el gobierno español:

"Los agentes ocultos de las provincias americanas derramaban el oro para acrecer la repugnancia y el descontento de los militares, y el comercio gaditano y malagueño prodigaba también sus caudales para impulsar el cambio que deseaban."
Adolfo de Castro, Historia de la ciudad y provincia de Cádiz desde 1814 hasta el día, Cádiz, 1859, página 30.

El 24 de junio Arguibel envió desde Gibraltar un informe destinado al Director Rondeau por intermedio de Ambrosio de Lezica donde aseguraba que la gran expedición de reconquista finalmente no se realizaría, que el ejército marcharía pronto sobre la Corte y que una de las primeras providencias del nuevo gobierno que se instalase sería suspender las hostilidades con los americanos pues así se había pactado de antemano.
Aludía en ese sentido a cartas anteriores dirigidas a Pueyrredón y se aconsejaba exigir al futuro gobierno constitucional español el reconocimiento de la independencia como artículo preliminar a cualquier negociación.

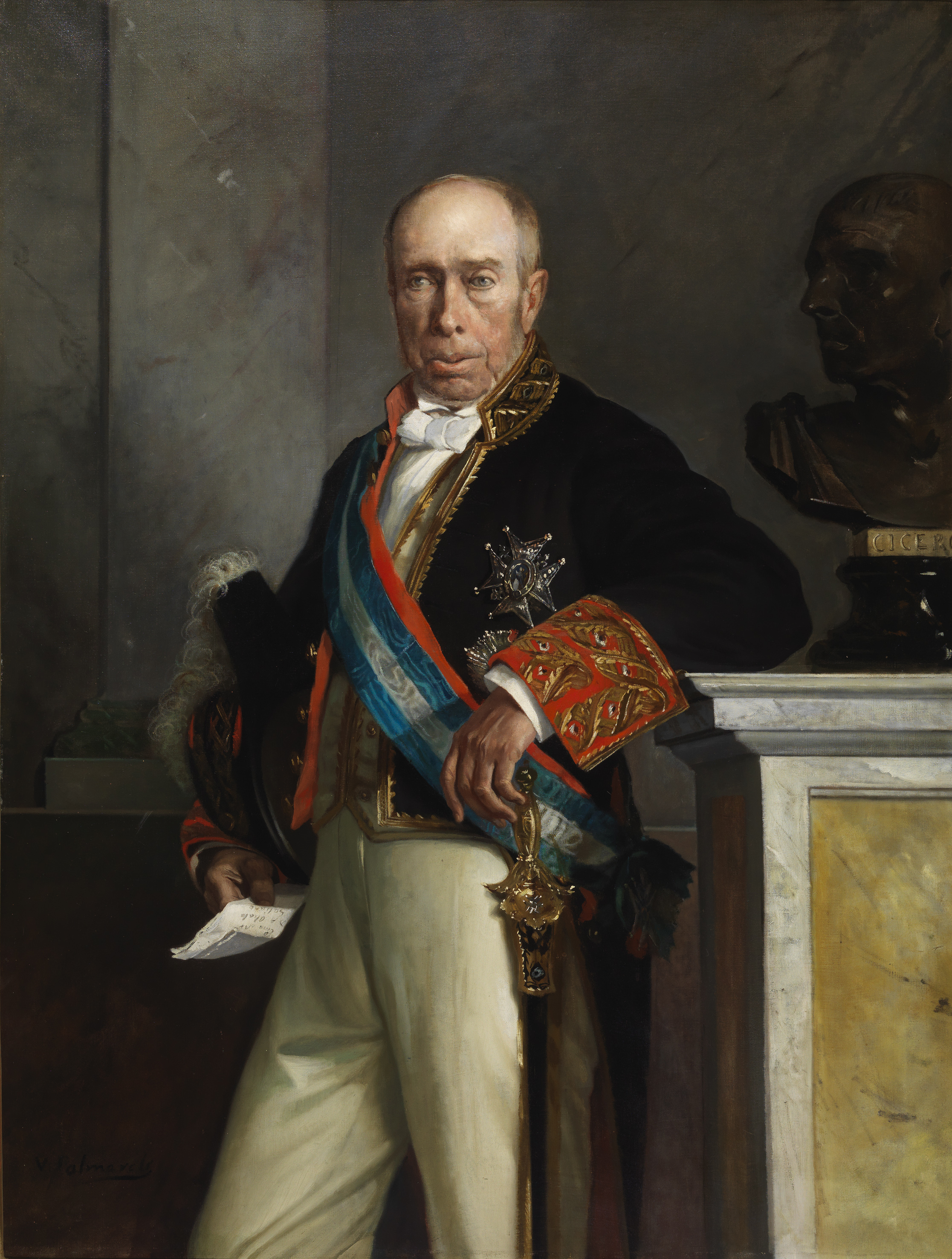
Antonio Alcalá Galiano.

No obstante La Bisbal no era de confiar y actuó de acuerdo a la oportunidad y la conveniencia. Mientras creyó probable la victoria de los conjurados les dio razones para pensar que contaban con su apoyo, no obstante al tener conocimiento de que la corte tenía noticias de la conspiración decidió traicionarla e incluso ser quien la reprimiera para desviar toda sospecha de sí y asegurar el favor del Rey. El 8 de julio ordenó formar a los cuerpos para una supuesta revista en el Palmar del Puerto de Santa María, tras lo que marchó en conjunto con los regimientos estacionados en Cádiz y arrestó a los jefes (Felipe de Arco-Agüero, San Miguel, Roten, Quiroga entre otros). Muchos conspiradores quedaron en libertad y pronto reiniciaron sus contactos en Cádiz. Entre ellos Manuel González Bustillos, teniente de Artillería, N.Acosta y Jacobo Gil de Aballe, tenientes coroneles de artillería, José María Montero, alférez de navío Olegario de los Cuetos, Ramón Ceruti y Antonio Alcalá Galiano, secretario de la legación de España en el Brasil. Otros consiguieron reorganizarse en Gibraltar, como el coronel de artillería Bartolomé Gutiérrez, teniente coronel José Grases, José Moreno Guerra y Francisco Javier de Istúriz. A ellos se sumó Arguibel, constituyendo una nueva junta en esa ciudad. En agosto de 1819, Arguibel afirmaba "Nunca se ofende bastante a un enemigo tan encarnizado como el nuestro" y sobre esa premisa continuó su misión.
Por esas fechas, Arguibel atestiguó a favor de Richard Meade, ciudadano de los Estados Unidos de América, establecido en Cádiz en 1805 y relacionado por comercio e ideales. Meade era acreedor del gobierno español por grandes sumas a resultas de los suministros hechos para sostener la Guerra de Independencia Española. El gobierno restaurado para evitar el pago lo había puesto en prisión desde mayo de 1816 hasta 1818 en que lo liberó declarando injusta e ilegal la detención, aunque ya estaba arruinado en su propiedad y crédito. La suma solicitada en las cortes americanas rondaba los cuatro millones cuatrocientos mil reales de vellón.

### Gibraltar

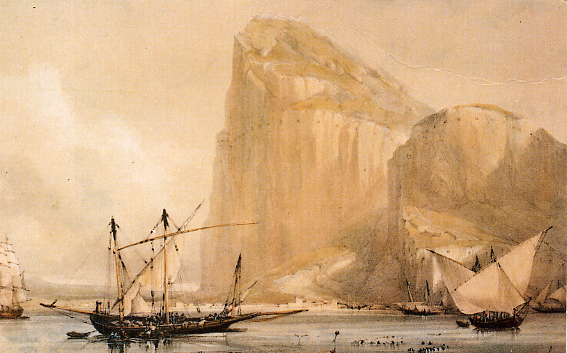
El Peñón de Gibraltar, hacia 1810.

Mientras la conspiración fracasaba en España, en Buenos Aires Rondeau envió a través de Pablo Vázquez copia de la carta de Arguibel a Carlos María de Alvear, radicado entonces en Montevideo. 
La noticia de que "un agente del gobierno porteño en Gibraltar" informaba que la Expedición Grande finalmente no se realizaría se filtró hasta el espía español Juan Bautista de Arechaga quien consiguió obtener copia de la carta, que aparecía firmada con una "A". Tras nuevas averiguaciones pudo identificar al remitente, Andrés Arguibel.
Pronto Arechaga estuvo en condiciones de denunciar al conde de Casa Flórez, encargado de negocios español en la corte portuguesa, que "Arguibel era un revolucionario exaltadísimo y de gran talento y se hallaba empeñado en fomentar partido contra el rey y servir a los independientes, que había facilitado la fuga a Buenos Aires de Tomás Lezica y de un tal Salvadores y era íntimo amigo de un rico judío llamado Judah Benolier quien con el angloamericano MacCall servía al gobierno de Buenos Aires para distribuir la correspondencia destinada a Cádiz y Madrid."
No obstante los efectos del descubrimiento del nido de espías americano resultarían nulos ya que cuando llegaron los detalles de la investigación de Arechaga, ya había madurado el movimiento del 1 de enero de 1820 iniciado por Rafael de Riego.
En apoyo del pronunciamiento de Riego, Arguibel y Lezica contribuyeron con mil pares de zapatos y doce mil duros, "hecho que puso muy al descubierto la protección de los americanos al alzamiento de las tropas y que hizo perder a su causa más simpatías que socorro había éste recibido"
Arguibel debió tornar sin embargo definitivo su exilio en Gibraltar, con lo que terminó de perder su fortuna ya entonces muy disminuida por gestiones no siempre basadas en los fondos enviados desde Buenos Aires, no obstante lo cual continuó su labor.
Tras la imposición del gobierno constitucional, muchos americanos en prisión fueron liberados, pero la política oficial continuó contraria al reconocimiento de la emancipación:

"Yo hace cinco días que llegué a ésta y pienso permanecer aquí unos días hasta ver en este mes en qué paran las cosas de España y saber de las de por allá. Es cosa extraña, mi amigo, que aún no se haya pensado ahí en poner aquí un apoderado o persona encargada de darles razón del estado de España y de cuantas providencias se toman con respecto a América, siendo este punto el más importante y adecuado para comunicar y recibir prontas noticias. También es un descuido imperdonable no haber puesto algunos fondos para socorrer y auxiliar a tanto americano que está padeciendo por la causa de la Patria. Trata este punto urgentísimo en el día en que por todas partes no se ven sino americanos padeciendo y sin poderse largar para su tierra por falta de medios; el gobierno nada les pasa, los ha puesto en libertad y no les permite embarcarse; yo, de mis escasos ahorros y recursos, he auxiliado a cuantos he podido y ya me voy viendo apurado. En esta tengo hablado a D. Judah Benolid, comerciante de más de un millón, por interposición del excelente americano de Buenos Aires D. Andrés Arguibel, para que se haga cargo de los asuntos que de Costa Firme pongan a su cuidado. Arguibel vive en Cádiz, es un comerciante establecido allí y ha sido perseguido en esta época, tiene las más bellas cualidades del mundo y toma con sumo interés y calor todas nuestras cosas."
Carta de Antonio Nariño y Álvarez a Francisco Antonio Zea. Gibraltar, 1 de junio de 1820

Andrés Arguibel pudo volver a su ciudad natal en 1825. Murió pobre en Buenos Aires dejando a sus nietos, hijos de su finada hija única Dolores, en la orfandad.